# Yewei
Yewei (xinès simplificat: 野味, pinyin: Yěwèi, literalment Sabor salvatge) és la part de la gastronomia de la Xina que es realitza a partir de la cacera d'animals salvatges. És també popular en països com ara Myanmar, Vietnam, i Tailàndia. La carn dels animals salvatges se sol vendre en mercats a l'aire lliure, i forma part de la cultura culinària de la Xina.

## Història
Històricament, els membres de les corts imperials de l'època dinàstica xinesa sol·licitaven animals grossos per als seus àpats. Exemples cèlebres són el Banquet Imperial Manxú-Han. En l'època contemporània, el Yewei pot ser menjar per qualsevol persona amb accés a animals salvatges.

## Estils
No existeixen mètodes de cuina uniformes, ja que diferents regions poden tindre diferents noms o mètodes per als plats. Entre els animals inclosos en la cuina salvatge es troben teixons, rates penades, castors, camell, pollastres, civets, carrancs, cocodrils, gossos, burros, peixos, guineus, salamandres gegants, eriçó, ossos d'arbre, marmotes, estruços, llúdrigues, pangolins, paons, faisans, porcs, porcs espins, conills i òrgans de conill, rates, ovelles, gambes, cérvols tacats, llobarro ratllat, tortugues, serps verinoses, (inclòs bungarus multicinctus) cadells de llops, i més. Els animals poden provenir de tot el món.

## Cultura
El consum de fauna salvatge és un tema polèmic a la Xina. Segons una enquesta de 2006 realitzada per WildAid i la China Wildlife Conservation Association, vora el 70% de les 24.000 persones enquestades a setze ciutats de la Xina continental no havien menjat animals salvatges l'any anterior, sent la xifra del 51% en una enquesta similar del 1999. En una enquesta del 2014 a diverses ciutats de la Xina, el 52,7% dels enquestats va estar d'acord amb la declaració que la fauna salvatge no hauria de ser consumida.
Després de l'esclat de COVID-19, el govern xinés va prohibir el consum de carn provinent d'animals salvatges fins al final de l'epidèmia. Hi ha pressió dins i fora de la Xina perquè la prohibició temporal esdevinga permanent.